# Gradenšak
Gradenšak je naselje v Občini Lenart.
Gradenšak leži na severnem obrobju jugozahodnega dela Slovenskih goric in leži na slemenu najsevernejšega podaljška Zavrha. Na njegovem vnožju na južnem obrobju Pesniške doline je na desnem bregu regulirane reke Pesnice zaselek Pod Gradnom. Na prisojnih pobočjih prevladujejo njive in sadovnjaki, na osojah pa gozdovi. Na območju vasi je opuščen kamnolom peščenjaka, iz katerega so temelji številnih okoliških hiš.